# Mireille Derebona
Mireille Derebona (sinh ngày 19 tháng 5 năm 1990) là một vận động viên chạy cự ly trung bình ở Trung Phi, chuyên chạy 800 mét.
Cô thi đấu tại Giải vô địch thế giới 2007, nhưng bị loại ngay từ vòng đầu tiên. Tại Thế vận hội Olympic 2008, cô là người cầm cờ trong lễ khai mạc. Cô thi đấu ở nhiệt độ sáu trong số 800 mét, nhưng bị loại.
Thời gian cá nhân tốt nhất của cô là 2: 22,0 phút, đạt được vào tháng 6 năm 2006 tại Garoua.